# Casier
Casier é uma comuna italiana da região do Vêneto, província de Treviso, com cerca de 8.808 habitantes. Estende-se por uma área de 13 km², tendo uma densidade populacional de 678 hab/km². Faz fronteira com Casale sul Sile, Preganziol, Silea, Treviso.

## Demografia
| Variação demográfica do município entre 1861 e 2011                               |
|                                                                                   |
| Fonte: Istituto Nazionale di Statistica (ISTAT) - Elaboração gráfica da Wikipedia |